# Musonius Bassus
Musonius Bassus (1. század) római tudós, filozófus.
Életéről keveset tudunk. Ifjabb Plinius dicsérettel említi összegyűjtött leveleinek 7. része 34. levelében, amelyben Claudius Polliót ajánlja Cornutushoz. Minden bizonnyal kora jelentős filozófusa lehetett, mert Plinius szerint Claudius Pollio elkészítette az életrajzát. Ránk munkáiból semmi sem maradt.